# Eierwärmer

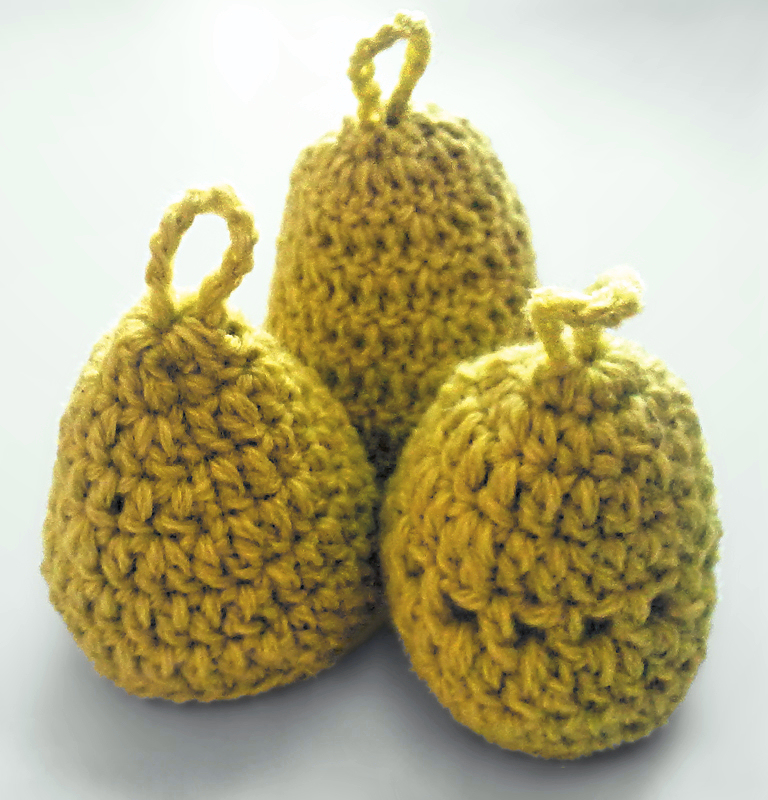
Eierwärmer (aus Strickgarn gehäkelt)

Ein Eierwärmer (auch Eierhaube oder Eierhütchen) ist eine kleine Haube zum Warmhalten eines gekochten Eis („Frühstücksei“). Zum Gebrauch wird das – in seiner Schale gegarte – Ei üblicherweise in einen Eierbecher eingelegt, bevor die Haube übergestülpt wird.
Eierwärmer werden größtenteils aus Textilien gefertigt, teils auch aus Kunststoff. Daneben gibt es verschiedenartige Warmhaltebehälter für mehrere Eier.

## Geschichte

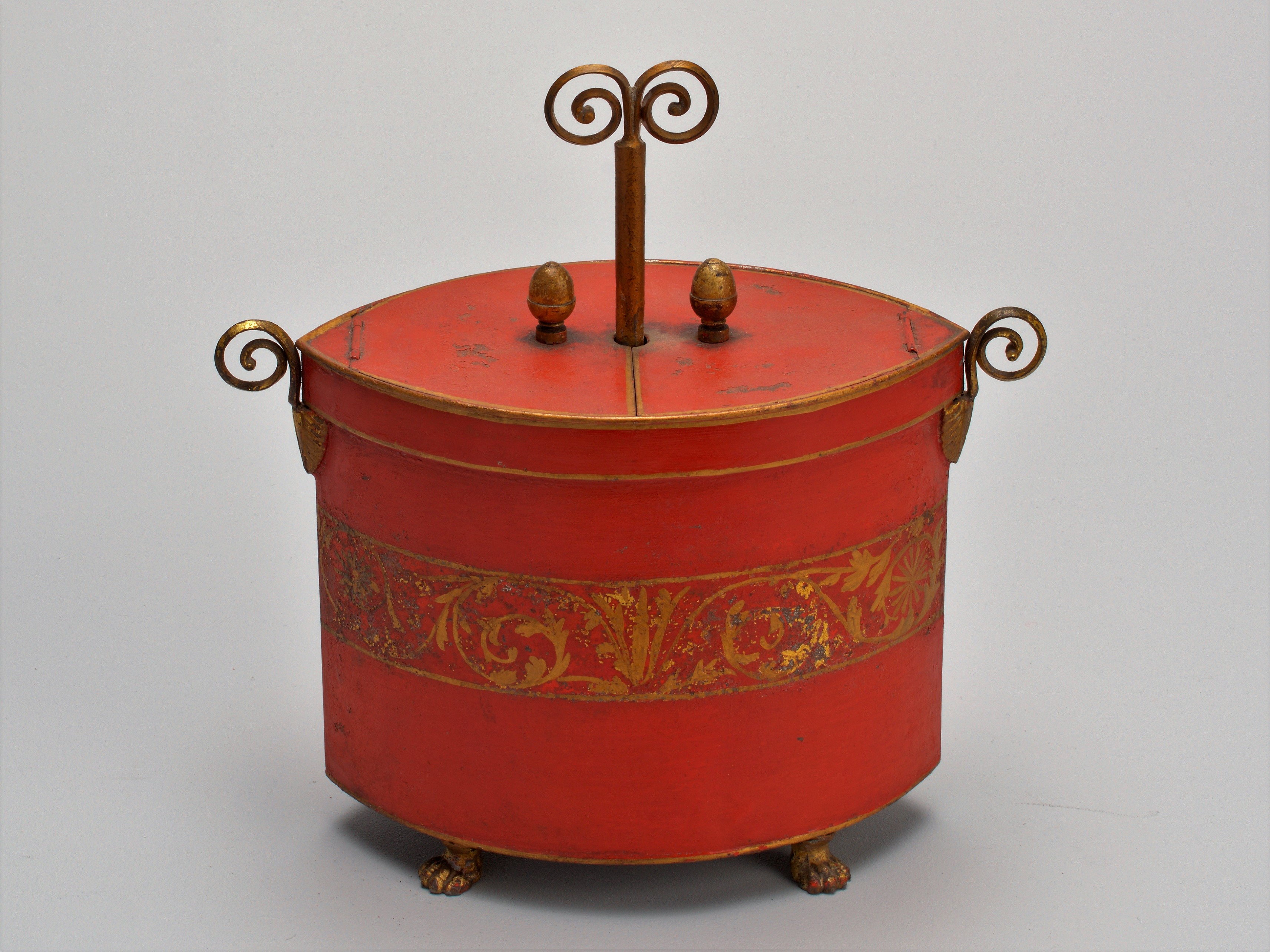
Warmhaltebehälter für Eier aus lackiertem Blech mit Golddekor (Frankreich, etwa 1810)

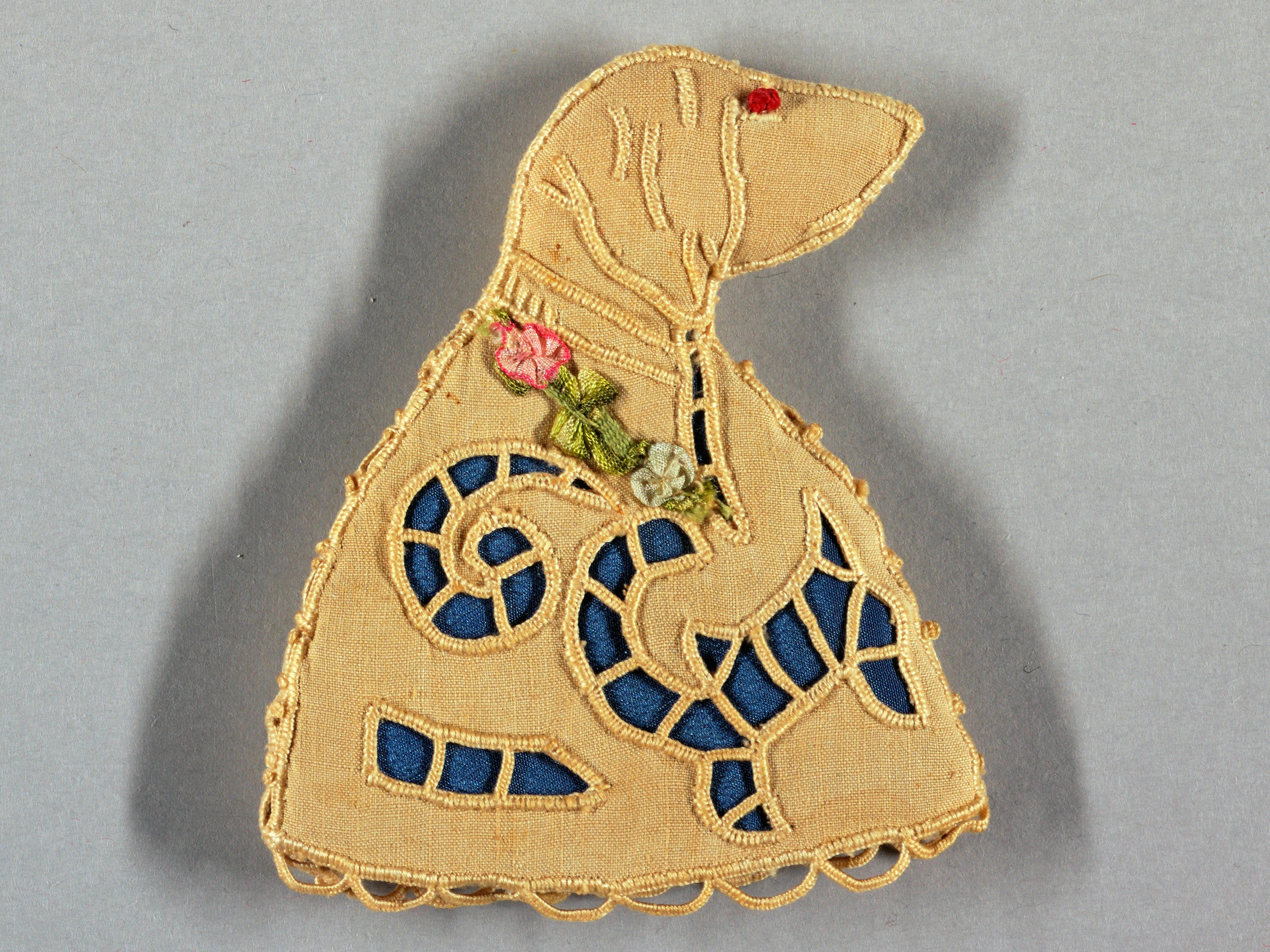
Eierwärmer aus Stoff und Garn (England, etwa 1900)

Ähnlich wie bei den Eierbechern, die ab dem 16. Jahrhundert in Adelskreisen in Mode kamen und später überdies großbürgerliche Haushalte erreichten, gehörten ab Ende des 18. / Beginn des 19. Jahrhunderts spezielle Behälter zum Warmhalten von gekochten Eiern ebenfalls zum repräsentativen Tafelschmuck. Sie waren meist aufwendig gestaltet, und die Eier wurden darin durch eingefülltes heißes Wasser warmgehalten. Heute sind sie ein Sammler- oder Museumsobjekt; so gehören zum Beispiel mehrere prunkvolle Exemplare aus Frankreich von etwa 1810 zum Bestand des Kunstgewerbemuseums Cooper Hewitt, Smithsonian Design Museum in New York City.
Etwa Ende des 19. Jahrhunderts kamen Eierhauben für einzelne Eier auf, die anfangs aus Gewebe und/oder Garn in Handarbeit gefertigt und oft kunstvoll genäht, gehäkelt oder gestickt wurden. In der Folge wurden sie zudem gestrickt, und das dekorative und zugleich praktische Tischaccessoire erreichte bald bürgerliche Haushalte. So beschrieb zum Beispiel 1922 das damalige Familien- und Unterhaltungsblatt Die Gartenlaube „niedliche gehäkelte Eierwärmer“ und gab eine Anleitung zum Selbermachen wieder.
Als Ende der 1960er / Anfang der 1970er Jahre Kunststoff-Artikel zum Trend wurden, kamen verschiedene Eierwärmer aus „Plastik“ und mit „Styropor“-Innenschale in den Handel. Derartige „moderne Design-Eierwärmer“ gehörten beispielsweise 1971 zum Gebrauchsartikel-Angebot der Tchibo-Filialen.
Das kommerzielle Angebot an – aus Textilien gefertigten – Eierwärmern war anfangs eher überschaubar und ist heute sowohl in Kaufhäusern und bei verschiedenen Versandhändlern als auch in gut sortierten Küchenausstattungs- und Geschenkeläden zu finden, zudem oft als Saisonware zur Osterzeit. Hingegen sind in Handarbeit gefertigte textile Eierwärmer häufig auf Basaren und Handarbeits-Verkaufsausstellungen etc. anzutreffen.
Im Zuge der Kommerzialisierung und Verbreitung des Internets entwickelten sich Anfang des 21. Jahrhunderts neue Vermarktungsmöglichkeiten für „Selbstgemachtes“. Online-Marktplätze für den Kauf und Verkauf von handgemachten Produkten wie die E-Commerce-Website Etsy oder das im August 2018 eingestellte deutsche Portal DaWanda wurden zunehmend für „Amateure beziehungsweise Hobbyhandarbeiter“ attraktiv, da sie breite Kundenkontakte und eine unkomplizierte Vertriebsform ermöglichten. Inzwischen gibt es auf den entsprechenden Portalen auch ein vielfältiges Angebot an „selbstgemachten Eierwärmern“ in allen Formen, Materialien und Farben.
Heute gelten Eierwärmer gemeinhin als „aktuelles Trendaccessoire auf dem Frühstückstisch“ und als „witzige“ und meist kostengünstige Geschenke und Mitbringsel, die zudem alternativ zum üblichen Kaufangebot „kinderleicht“ und schnell selbst gemacht werden können. Sie gehören zu den beliebten Bastelarbeiten für alle Altersstufen, da ihre Herstellung nur wenige Materialien sowie einfache Bastel-, Häkel-, Näh-, Stick- oder Strickfertigkeiten erfordern. So zählen Eierwärmer sowohl in Kindergärten und Kindertagesstätten als auch im schulischen Kunstunterricht in der Primarstufe zu den oft angebotenen Bastel- und Gestaltungsarbeiten, sind aber auch vielfach in Handarbeitsgruppen in Begegnungsstätten und Altenheimen anzutreffen.

## Typen

### Eierwärmer aus Textilien
Aus Textilien gefertigte Eierwärmer in Form von kleinen Hauben, die über ein einzelnes gekochtes Ei zum Warmhalten gestülpt werden, sind am weitesten verbreitet. Als Material für die Hauben sind Garn, Gewebe oder Filz gebräuchlich. Meist werden sie mit wärmedämmenden Unterfütterungen oder Zwischenlagen aus Gewebe, Schaumstoff oder Watte ausgestattet. Je nach verwendetem Textilmaterial werden sie – meist in Handarbeit – durch Filzen, Häkeln, Nähen, Sticken oder Stricken gefertigt.
Neben dem üblichen Handelsangebot sind sie zudem ein beliebter Bastel- und Handarbeitsartikel für alle Altersstufen und es gibt dafür zahlreiche Bastelanleitungen. Form und Innengröße im „Warmhaltebereich“ orientieren sich an den heute verbreiteten Größen von Hühnereiern; darüber hinaus sind der Fantasie und Kreativität keine Grenzen gesetzt: Die Palette reicht „von poppig bis romantisch und von modern bis verspielt“. Oft werden sie zusätzlich mit kleinen Applikationen wie Knöpfen, Schleifchen oder ähnlich nach Geschmack versehen. Außerdem gibt es Motive für jede Jahreszeit, wobei insbesondere „österliche Eierwärmer“ zu den Favoriten gehören.

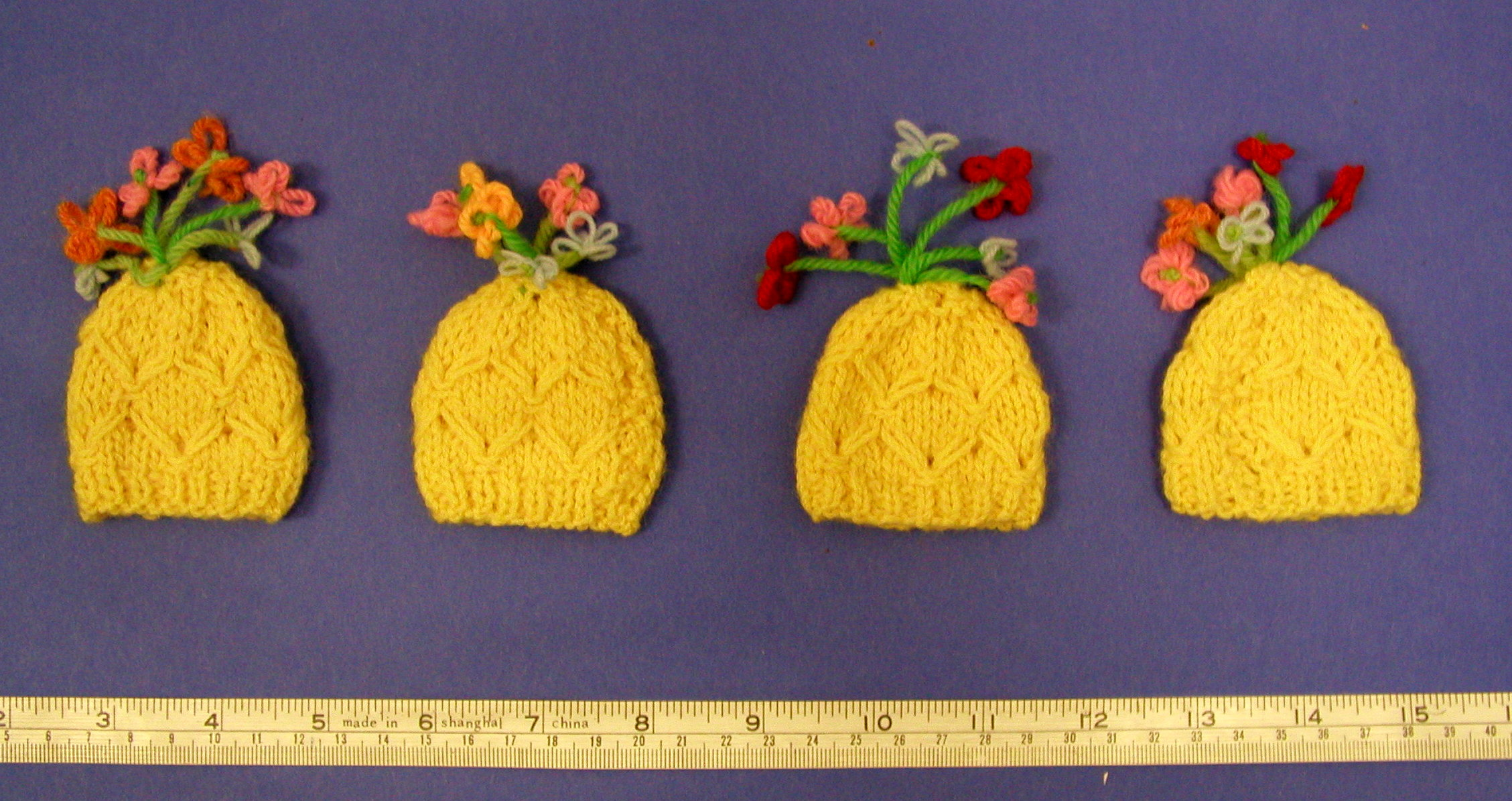
Set von gestrickten Eierwärmern (Neuseeland, 1950er/1960er Jahre)
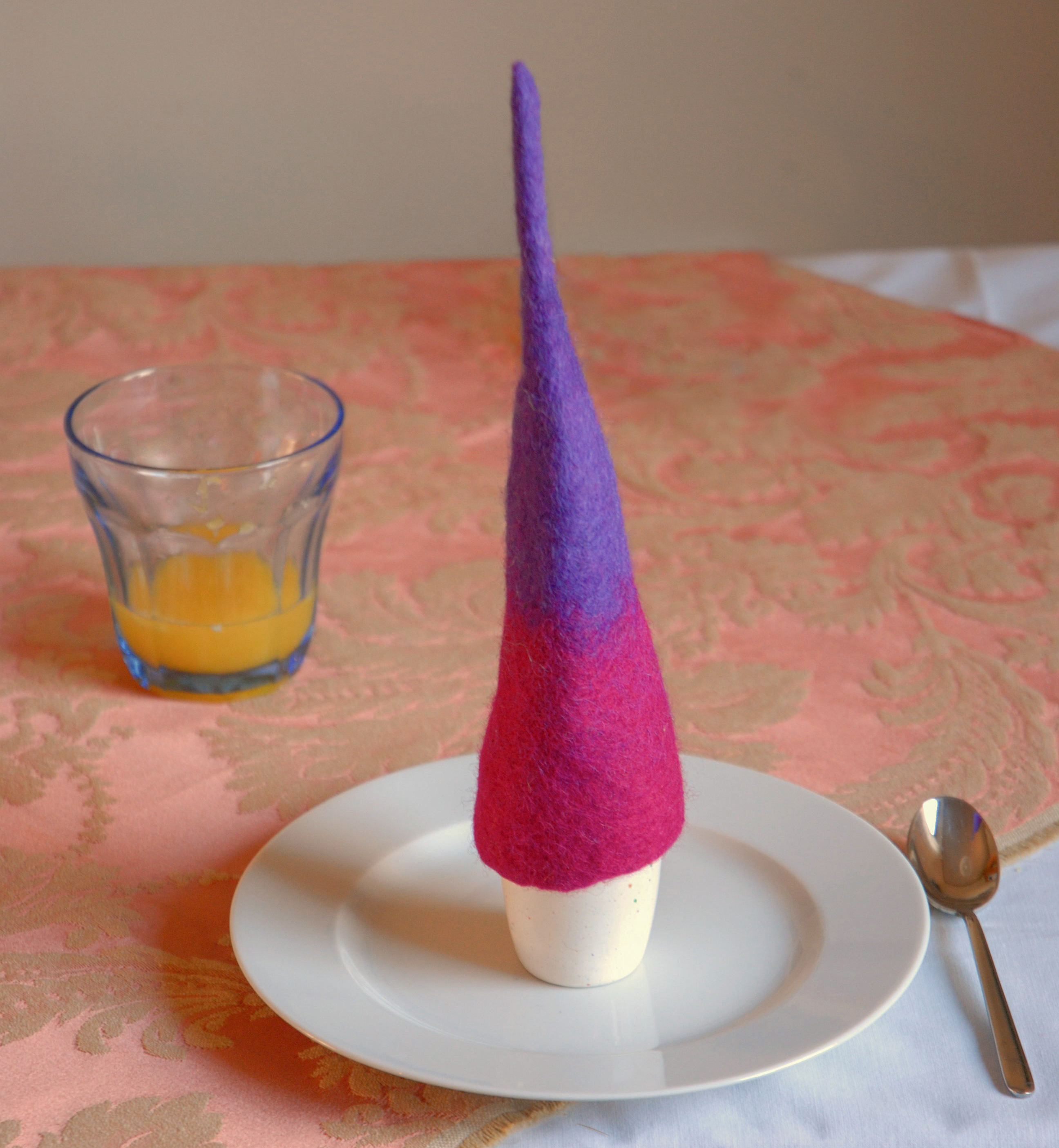
Eierwärmer (nassgefilzt)
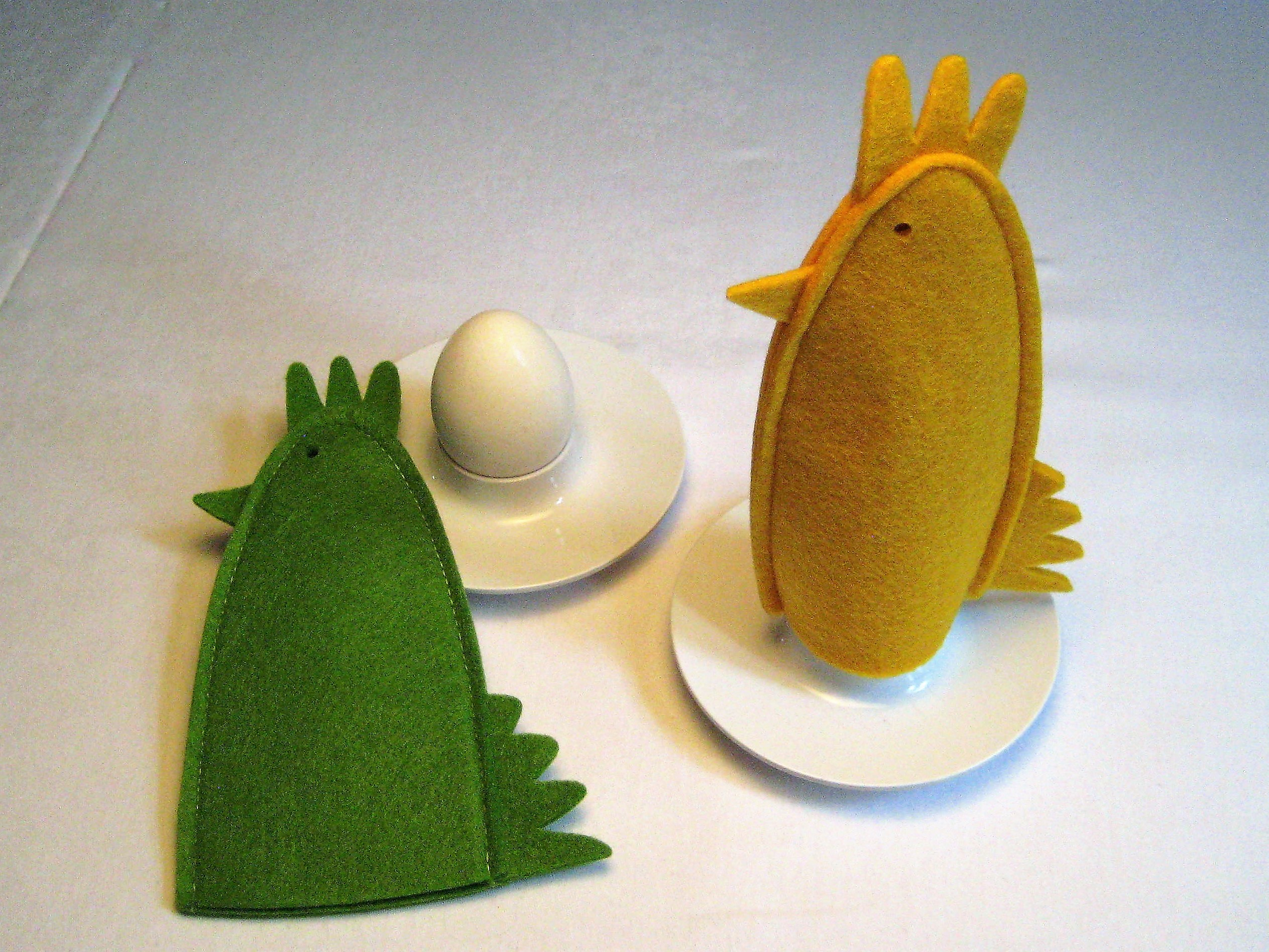
„Österliche Eierwärmer“ (aus Nadelfilz genäht)

### Eierwärmer aus Kunststoff

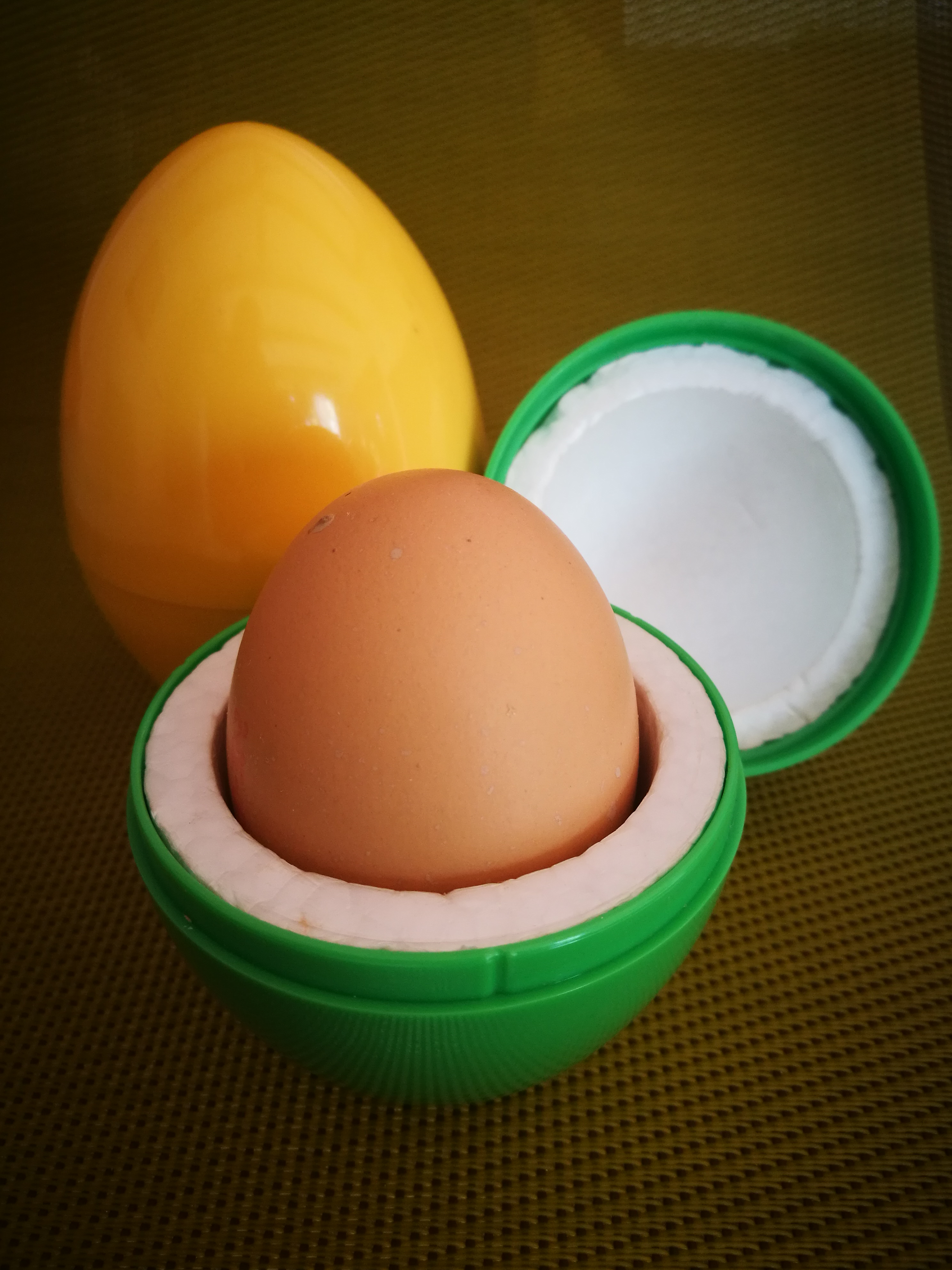
Eierwärmer aus Kunststoff

Zudem sind teils Eierwärmer aus Kunststoff wie Thermoplast oder Duroplast im Handel, bei denen das integrierte Unterteil zugleich als Eierbecher dient. Sie sind eiförmig ausgebildet, haben eine abgeflachte Standfläche und sind mit einem wärmedämmenden Einsatz aus Polystyrol („Styropor“) ausgestattet. Alternativ gibt es sogenannte „Thermo-Eierbecher“, die aus doppelwandigem Kunststoff mit einer isolierenden Luftschicht dazwischen gefertigt werden.
Als Kunststoffmaterial für Ober- und Unterteil findet inzwischen auch lebensmittelechtes Silikon Verwendung, wobei es zudem Sets aus einem speziell ausgebildeten Porzellan-Eierbecher und einer dazu passenden Silikonhaube gibt.

### Warmhaltebehälter für mehrere Eier
Behälter zum Warmhalten von mehreren gekochten Eiern sind in verschiedenen Arten, Größen und Materialien anzutreffen. In einfachster Form bestehen sie aus einem geflochtenen Holzkorb oder einem anderen geeigneten Behälter, der mit einer oder mehreren Stoffservietten oder einem Geschirrtuch ausgepolstert und abgedeckt wird. Sie gehören zum „Standard“ bei Frühstücksbuffets in Hotels und Gastronomiebetrieben. Zudem gibt es im Gastronomiebedarf sogenannte „Eierkörbe“ aus Weide oder Polypropylen mit gepolstertem Innenfutter aus Gewebe, mit denen bis zu etwa 20 Eier warmgehalten werden können.
Für den häuslichen Gebrauch sind spezielle Sets im Handel, die aus einem kleinen Körbchen aus geflochtener Weide oder teils auch aus Gewebe bestehen und die mit einem textilen Innenfutter ausgestattet sind. Sie sind meist für übliche Haushaltsmengen von 4 oder 6 Eiern ausgebildet. Die gekochten Eier werden hierbei in kleine, gepolsterte Taschen eingelegt; das Innenfutter ist entsprechend unterteilt. Zudem gibt es genähte Stoffbeutel mit Thermozwischenlage für etwa 10–12 Eier. Die „Eierwärmer-Körbchen“ sind ebenfalls ein beliebter Bastelartikel.
Außerdem gibt es spezielle Warmhaltebehälter aus Porzellan oder Keramik, die mit einem Deckel aus gleichem Material ausgestattet sind und die meist durch ihre Gestaltung – wie zum Beispiel als „stilisiertes brütendes Huhn“ – ihre Funktion verdeutlichen. Vorm Einlegen der fertig gekochten Eier werden sie mit heißem Wasser gefüllt.

## Rezeption
Aus kultursoziologischer Sicht werden Eierwärmer teils dem Alltagsdesign zugerechnet; indes sind die Grenzen zum Kitsch fließend. So wurden zum Beispiel in der Ausstellung „Geliebter Kitsch oder der röhrende Hirsch in der Vitrine“, die 1982 in der Bonner Zentralbibliothek zu sehen war, auch verschiedene Eierwärmer gezeigt. Mehrere Dutzend Bonner Bürger waren zuvor einem Aufruf der Bibliothek gefolgt und hatten zu der Ausstellung zahlreiche, ihrer Meinung nach kitschige Exponate beigesteuert: „Von der Südseelandschaft im Schnee über Eierwärmer, Korkenzieher und Schuhanzieher in grotesker Aufmachung bis hin zum unvermeidlichen Gartenzwerg.“ Als Teil der Alltagskultur werden Eierhauben und Warmhaltekörbe in Museen gezeigt, wie etwa dem DDR Museum Berlin in Berlin-Mitte, dem Werkbundarchiv – Museum der Dinge in Berlin-Kreuzberg, dem Textil- und Rennsportmuseum im sächsischen Hohenstein-Ernstthal oder dem Schleswig-Holsteinischen Freilichtmuseum in Molfsee nahe Kiel.
Der Journalist, Literaturkritiker, Schriftsteller und Sprachkritiker Thomas Steinfeld verwendete den Begriff „Eierwärmer“ in einer im Jahr 2002 veröffentlichten Kritik an der Bereitschaft der Deutschen, Fremdwörter zu benutzen, als Metapher für das „Sich-Klein-Machen“ und den „Mangel an (Sprach-)loyalität“ der Deutschen: „Offenbar muss man Wörter wie ‚service center‘ oder ‚mail‘ nur leise brummen […], und die als Deutsche verkleideten kurzbeinigen Eierwärmer werfen sich vor Begeisterung selber um.“

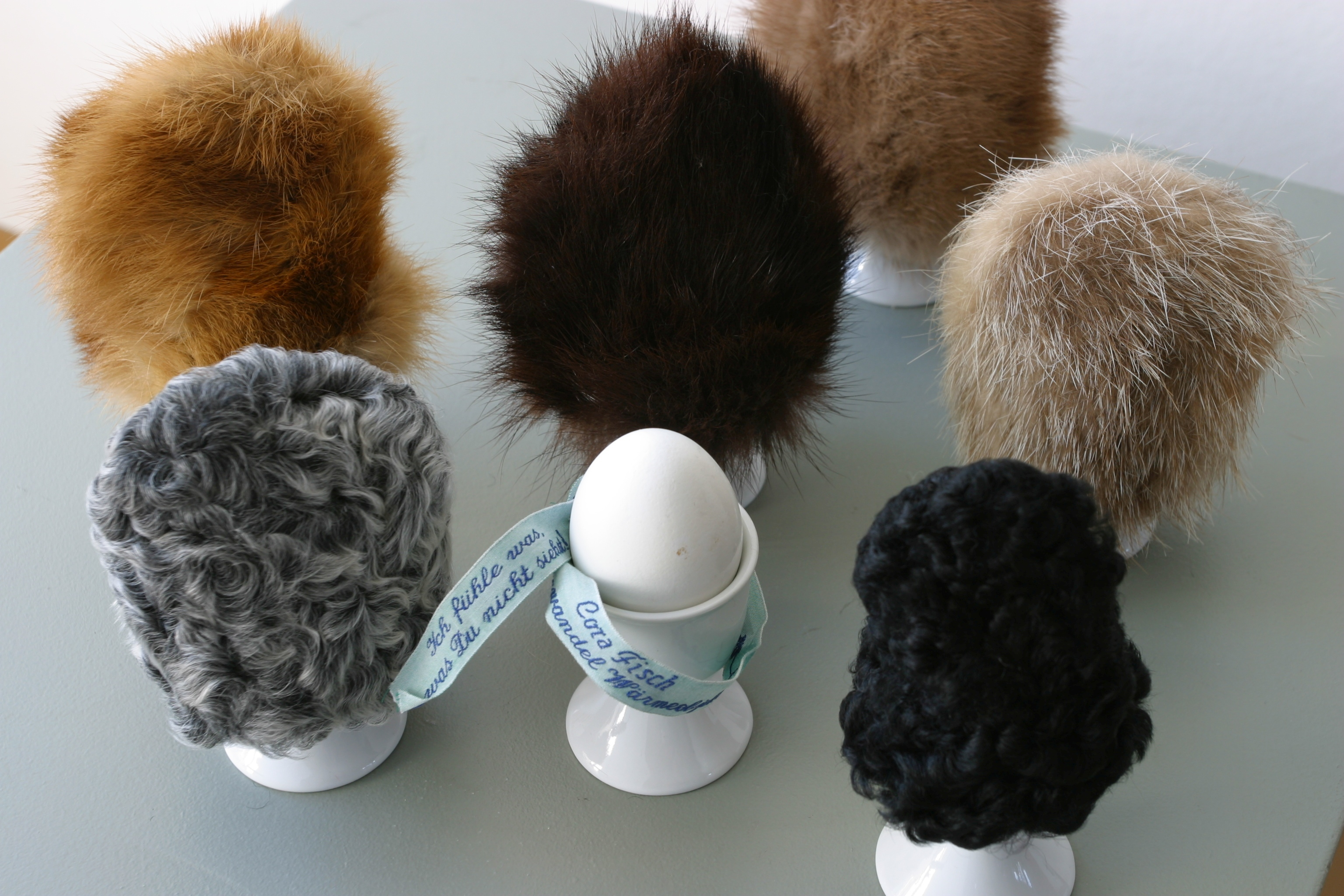
„Das Ei im Pelz“ – Kunstprojekt von Cora Fisch (2006)

Die Künstlerin Cora Fisch, die insbesondere für ihre Kunstwerke aus abgelegter Pelzbekleidung bekannt ist, schuf 2006 eine Reihe von Eierwärmern aus Pelz. Ihre Arbeit „Das Ei im Pelz“ / Hommage à Meret Oppenheim wurde 2006 im Museumsshop der damaligen Kunsthalle Deutsche Guggenheim in Berlin als Oster-Installation gezeigt und zudem als Eierwärmer Edition angeboten.
Die Medien- und Kommunikationswissenschaftlerin Dagmar Hoffmann (Universität Siegen) befasste sich in einem 2013 veröffentlichten Artikel in einer Fachzeitschrift mit der Online-Vermarktung von „Selbstgemachtem“ und der „Kontingenz des Ästhetischen“ bei den selbstgefertigten Produkten. Dabei verortete sie die auf Online-Portalen wie Etsy zahlreich angebotenen selbstgemachten Eierwärmer zwischen „Häkeltischdeckchen und Toilettenrollenhüten“ – „Design neben Kitsch“ […] „inmitten von Skurrilitäten und Nippes“.